# Umělecké plavání na mistrovství Evropy v plaveckých sportech 1999
Závody v uměleckém (synchronizovaném) plavání na mistrovství Evropy v plaveckých sportech za rok 1999 proběhly v Istanbulu, Turecko ve dnech 22. července až 1. srpna 1999.

## Česká stopa
V disciplíně dvojic startovalo 17 dvojic – Soňa Bernardová (*1976) z TJ Tesla Brno a Jana Rybářová (*1978) z TJ Tesla Brno obsadily 8. místo.
V disciplíně týmů startovalo 13 týmů – Soňa Basovníková (*1979) z TJ Tesla Brno, Soňa Bernardová (*1976) z TJ Tesla Brno, Ivana Bursová (*1977) z TJ Tesla Brno, Tereza Koudelková (*1979) z TJ Tesla Brno, Adriana Kroupová (*1981) z TJ Tesla Brno, Petra Navrátilová (*1981) z TJ Tesla Brno, Jana Rybářová (*1978) z TJ Tesla Brno, Lucie Svrčinová (*1974) z TJ Tesla Brno a Daniela Šlopková (*1979) z TJ Tesla Brno obsadily 9. místo.

## Výsledky

### Individuální disciplíny
| Ženy | Zlato                   | Zlato  | Stříbro                  | Stříbro | Bronz                     | Bronz  |
| ---- | ----------------------- | ------ | ------------------------ | ------- | ------------------------- | ------ |
| Sólo | Olga Brusnikinová (RUS) | 99,000 | Virginie Dedieuová (FRA) | 97,680  | Giovanna Burlandová (ITA) | 95,880 |

### Týmové disciplíny
| Ženy    | Zlato | Zlato  | Stříbro | Stříbro | Bronz | Bronz  |
| ------- | --- | ------ | --- | ------- | --- | ------ |
| Dvojice | Rusko (RUS) (Olga Brusnikinová, Marija Kiseljovová) | 99,160 | Francie (FRA) (Myriam Lignotová, *Virginie Dedieuová, *Cathy Geoffroyová) | 97,240  | Itálie (ITA) (Maurizia Cecconiová, *Giovanna Burlandová *Alessia Lucchiniová) | 96,000 |
| Tým     | Rusko (RUS) (Olga Vasjukovová, Julija Vasiljevová, Irina Peršinová, Jelena Azarovová, Olga Novokščenovová, *Olga Brusnikinová, *Marija Kiseljovová, *Jelena Sojová, *Jelena Antonovová, *Anna Šorinová) | 99,080 | Francie (FRA) (Cinthia Bouhierová, Magali Rathierová, Cathy Geoffroyová, Rachel le Bozecová, Charlotte Massardierová, *Agnès Berthetová, *Virginie Dedieuová, *Myriam Lignotová, *Myriam Glezová, *Sylvia Parentová) | 97,480  | Itálie (ITA) (Chiara Cassinová, Giada Ballanová, Serena Bianchiová, Mara Brunettiová, Alessia Lucchiniová, *Giovanna Burlandová, *Alice Dominiciová, *Maurizia Cecconiová, *Clara Porchettová, *Simona Chiariová) | 96,240 |

## Medailová bilance
V uměleckém plavání se rozdělily celkem 3 sady medailí.
| Pořadí | Stát          |       | Muži    | Muži  | Muži  |         | Ženy  | Ženy  | Ženy    |       | Muži + Ženy | Muži + Ženy | Muži + Ženy | Celkem |
| Pořadí | Stát          | Zlato | Stříbro | Bronz | Zlato | Stříbro | Bronz | Zlato | Stříbro | Bronz |             |             |             | Celkem |
| ------ | ------------- | ----- | ------- | ----- | ----- | ------- | ----- | ----- | ------- | ----- | ----------- | ----------- | ----------- | ------ |
| 1.     | Rusko (RUS)   |       | 0       | 0     | 0     |         | 3     | 0     | 0       |       | 3           | 0           | 0           | 3      |
| 2.     | Francie (FRA) |       | 0       | 0     | 0     |         | 0     | 3     | 0       |       | 0           | 3           | 0           | 3      |
| 3.     | Itálie (ITA)  |       | 0       | 0     | 0     |         | 0     | 0     | 3       |       | 0           | 0           | 3           | 3      |
| Celkem | Celkem        |       | 0       | 0     | 0     |         | 3     | 3     | 3       |       | 3           | 3           | 3           | 9      |